# 筑土八幡神社
筑土八幡神社（つくどはちまんじんじゃ）は、東京都新宿区筑土八幡町にある神社。江戸時代までは筑土八幡宮と呼ばれていた。

## 由緒
当神社は嵯峨天皇の時代（809年 - 823年）に、付近に住んでいた信仰心の厚かった老人の夢に現われた八幡神のお告げにより祀ったのが起源であるといわれている。その後、円仁（慈覚大師）が東国へ来た際に祠を立て、伝教大師（最澄）の作と言われた阿弥陀如来像をそこに安置したという。その後、文明年間（1469年 - 1487年）に当地を支配していた上杉朝興によって社殿が建てられ、この地の鎮守とした。上杉朝興の屋敷付近にあったという説もある。
元和2年（1616年）にそれまで江戸城田安門付近にあった田安明神が筑土八幡神社の隣に移転し、津久戸明神社となった。その後、1945年に第二次世界大戦による戦災で全焼。明神社の方は千代田区九段北に移転し、築土神社として現在に至る。八幡神社の方は現在でも当地に鎮座している。

## 境内社
宮比神社
祭神は、宮比神。大宮売命（おおみやのめのみこと）または天細女命（あめのうずめのみこと）ともいわれる。古くから下宮比町一番地の旗本屋敷にあったものを、明治四十年に現在地に遷座した。現在の社殿は戦災で焼失したものを飯田橋自治会が昭和37年と平成14年の２度、寄付を募って再建したものである。

## 文化財
石造鳥居
階段状の参道途中にある、新宿区内最古の鳥居。享保11年（1726年）、当時常陸国下館藩主であった黒田直邦によって奉納された。総高は375cmである。新宿区登録有形文化財（建造物）。
庚申塔
寛文4年（1664年）造立、太陽と月・桃の木・二匹の猿をあしらった舟型の石造庚申塔。三猿でなく二猿であり、牡猿・牝猿がどちらも桃の枝を持った姿で表現されている点が、きわめて珍しいという。新宿区指定有形民俗文化財。
田村虎蔵の顕彰碑
唱歌『金太郎』『浦島太郎』などを手がけた作曲家。当神社の裏手に住んでいた。1965年に建立。

## 祭事
- 9月15日 - 例大祭

## 氏子地域
- 揚場町
- 岩戸町
- 神楽河岸
- 神楽坂四丁目
- 神楽坂五丁目
- 下宮比町
- 白銀町
- 新小川町
- 津久戸町
- 筑土八幡町
- 東五軒町
- 袋町

## アクセス
- JR・地下鉄飯田橋駅または都営地下鉄大江戸線・牛込神楽坂駅より徒歩7分。
- 拝観は無料。